# Motosu
Motosu (本巣市 Motosu-shi?) es una ciudad en la prefectura de Gifu, Japón, localizada en la parte central de la isla de Honshū, en la región de Chūbu. Tenía una población estimada de 32 664 habitantes el 1 de septiembre de 2020 y una densidad de población de 88 personas por km².

## Geografía
Motosu se encuentra en el oeste de la prefectura de Gifu. El monte Nōgōhaku, en la frontera entre Motosu y la prefectura de Fukui, es el punto más alto de la ciudad, con una elevación de 1116 metros.

## Historia
El área alrededor de Motosu era parte de la antigua provincia de Mino. Durante el período Edo, gran parte del área estaba bajo el control del dominio Ogaki bajo el shogunato Tokugawa. En las reformas catastrales posteriores a la restauración Meiji, se creó el distrito Motosu en la prefectura de Gifu.
El 28 de octubre de 1891, ocurrió el terremoto de Mino-Owari, el segundo terremoto más grande que golpeó Japón. Su epicentro se ubicó en Motosu.
La ciudad moderna de Motosu se estableció el 1 de febrero de 2004, a partir de la fusión de la antigua ciudad de Motosu, absorbiendo los pueblos de Itonuki y Shinsei, y el pueblo de Neo (todos del distrito de Motosu).

## Demografía
Según los datos del censo japonés, la población de Motosu ha aumentado gradualmente en los últimos 40 años.
| Gráfica de evolución demográfica de Motosu entre 1960 y 2015 |
|                                                              |
| Oficina de Estadística de Japón                              |

### Clima
La ciudad tiene un clima caracterizado por los veranos cálidos y húmedos e inviernos suaves (Cfa en la clasificación climática de Köppen). La temperatura media anual en Motosu es de 15.1 °C. La precipitación media anual es de 2054 mm siendo septiembre el mes más húmedo. Las temperaturas son más altas en promedio en agosto, alrededor de 27.7 °C, y más bajas en enero, alrededor de 3.6 °C.
| Parámetros climáticos promedio de Motosu | Parámetros climáticos promedio de Motosu | Parámetros climáticos promedio de Motosu | Parámetros climáticos promedio de Motosu | Parámetros climáticos promedio de Motosu | Parámetros climáticos promedio de Motosu | Parámetros climáticos promedio de Motosu | Parámetros climáticos promedio de Motosu | Parámetros climáticos promedio de Motosu | Parámetros climáticos promedio de Motosu | Parámetros climáticos promedio de Motosu | Parámetros climáticos promedio de Motosu | Parámetros climáticos promedio de Motosu | Parámetros climáticos promedio de Motosu |
| Mes                                      | Ene.                                     | Feb.                                     | Mar.                                     | Abr.                                     | May.                                     | Jun.                                     | Jul.                                     | Ago.                                     | Sep.                                     | Oct.                                     | Nov.                                     | Dic.                                     | Anual                                    |
| ---------------------------------------- | ---------------------------------------- | ---------------------------------------- | ---------------------------------------- | ---------------------------------------- | ---------------------------------------- | ---------------------------------------- | ---------------------------------------- | ---------------------------------------- | ---------------------------------------- | ---------------------------------------- | ---------------------------------------- | ---------------------------------------- | ---------------------------------------- |
| Temp. máx. media (°C)                    | 7.4                                      | 8.4                                      | 12.1                                     | 18.3                                     | 23                                       | 26.3                                     | 30.2                                     | 31.9                                     | 27.5                                     | 21.9                                     | 16.3                                     | 10.6                                     | 19.5                                     |
| Temp. media (°C)                         | 3.6                                      | 4.2                                      | 7.4                                      | 13.3                                     | 18                                       | 22.1                                     | 26.3                                     | 27.7                                     | 23.5                                     | 17.3                                     | 11.6                                     | 6.4                                      | 15.1                                     |
| Temp. mín. media (°C)                    | -0.2                                     | 0.1                                      | 2.7                                      | 8.3                                      | 13.1                                     | 18                                       | 22.4                                     | 23.5                                     | 19.5                                     | 12.7                                     | 6.9                                      | 2.2                                      | 10.8                                     |
| Precipitación total (mm)                 | 104                                      | 103                                      | 140                                      | 181                                      | 183                                      | 273                                      | 282                                      | 185                                      | 252                                      | 145                                      | 106                                      | 100                                      | 2054                                     |
| Fuente:                                  |                                          |                                          |                                          |                                          |                                          |                                          |                                          |                                          |                                          |                                          |                                          |                                          |                                          |

## Ciudades hermanas
Motosu está hermanada con:
- Echizen, Japón;
- Yabu, Japón.